# The Six Million Dollar Man
The Six Million Dollar Man (br/pt: O Homem de Seis Milhões de Dólares) é uma série de televisão norte-americana que produzida e exibida de 1974 a 1978, pelo canal ABC.
A obra trata da vida do ciborgue Steve Austin, interpretado pelo ator Lee Majors. 
O programa se baseou no livro Cyborg, de Martin Caidin, publicado em 1972 e que se tornou um best-seller, com três sequências: Cyborg II: Operation Nuke, Cyborg III: High Crystal, e Cyborg IV. A série foi antecedida por três filmes para a televisão, de 1973.
O primeiro filme, com o mesmo nome da série mas que também ficou conhecido como Cyborg: Six Million Dollar Man, que deu origem ao outro nome que a série ficou conhecida no Brasil: Ciborgue, o homem de seis milhões de dólares.
O programa trazia episódios de sessenta minutos, produzidos por Harve Bennett. Deu origem à série Mulher Biônica, ou The Bionic Woman.
A ideia da mulher biônica surgiu em 1975, num episódio de duas partes chamado "The Bionic Woman". Nele, aparece a personagem Jaime Sommers, uma jogadora de tênis profissional e antigo interesse amoroso de Austin, que sofreu a cirurgia dos implantes biônicos após um acidente de paraquedas. Seus implantes eram similares a de Austin, mas na história falham e ela morre. Com a popularidade da personagem, ela foi revivida na temporada seguinte, por intermédio da criogenia, ganhando em 1978 sua própria série.

## Tramas

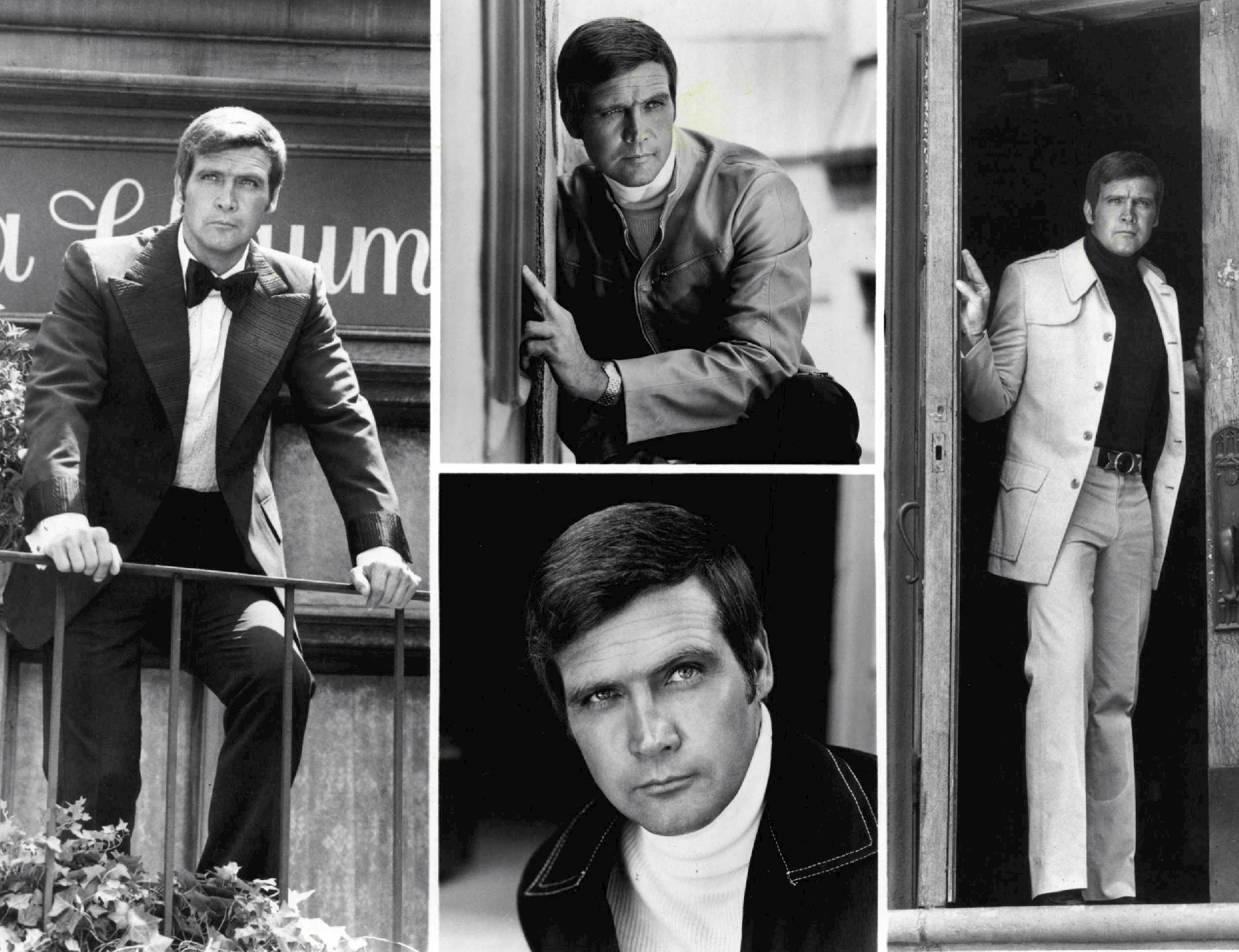
Lee Majors como Steve Austin em The Six Million Dollar Man, destacando sua representação icônica do personagem na série e ilustrando aspectos das tramas envolventes da década de 1970.

O coronel e ex-astronauta Steve Austin trabalha como agente de campo para a OSI - sigla usualmente identificada como Office Scientific Intelligence (algo como Departamento de Inteligência Científica).
Ele começou ali depois de ter sofrido um acidente (mostrado na abertura do seriado) com um avião Northrop M2-F2 (embora num episódio "The Deadly Replay", tenha sido feito referência a um Northrop HL-10). Foram usados fotogramas originais da NASA de um acidente real de 1967, com o piloto Bruce Peterson. No episódio de abertura da série "Population Zero", foi introduzido um novo elemento: a voz de Oscar Goldman narrando a criação do homem biônico. 
No acidente fictício, Austin foi severamente machucado, tendo sido reconstruído em uma cirurgia experimental que custou seis milhões de dólares. Assim, seu braço direito, suas pernas e seu olho esquerdo destroçados, foram substituídos por implantes chamados de "biônicos". Com isso, ele passou a ter sua força e visão ampliada (permitia um zoom de 20 por um) e na corrida, podia chegar a 90 quilômetros por hora.

## Filmes
(1973) - Adaptação do livro feita por Howard Rodman (com o pseudônimo de Henri Simoun).Indicado para o prêmio Hugo (Hugo Award). Na história do filme, Austin era um astronauta civil e não oficial da Força Aérea. O filme introduziu os sons eletrônicos característicos da série, a corrida em câmara lenta (slow motion), para simular o efeito contrário (provavelmente inspirado nas cenas de ação de Kung Fu), ou seja, a velocidade. No filme aparece também o personagem de Oscar Goldman (chamado de Oliver Spencer, interpretado por Darren McGavin), o supervisor de Austin da organização chamada OSO. O líder do projeto dos implantes biônicos era o Dr. Rudy Wells (Martin Balsam). Em outras ocasiões o cientista seria interpretado por Alan Oppenheimer e Martin E. Brooks.
Outros filmes ainda em 1973:Wine, Women and War e Solid Gold Kidnapping. O último filme, produzido por Glen A. Larson, introduziu a ambientação de James Bond para a série e restabeleceu Austin como um coronel da Força Aérea.
Steve Austin e Jaime Sommers retornaram em três sequências feitas para a TV: The Return of the Six Million Dollar Man and the Bionic Woman (1987), Bionic Showdown (1989) - com Sandra Bullock como uma nova mulher biônica; e Bionic Ever After? (1994) em que Austin e Sommers finalmente se casam. Majors faz o papel de Steve Austin em todas as sequências, acompanhado também de Richard Anderson e Martin E. Brooks. No filme de 1987 o avião do acidente foi mudado para "M3F5", sigla usada no livro original.
Nos anos 1990 o diretor Kevin Smith escreveu um roteiro (DVD "An Evening with Kevin Smith 2: Evening Harder" de 2006), pretendendo Chris Rock para o papel.
Em 2003,announcement foi anunciado o projeto com Jim Carrey. 
Em 2007, o canal NBC exibiu a versão da Bionic Woman com elementos retirados de The Six Million Dollar Man. Jaime Sommers teve um ouvido biônico implantado, além das tradicionais habilidades.

## Principais personagens
- Steve Austin, interpretado por Lee Majors
- Oscar Goldman, o diretor da OSI, interpretado por Richard Anderson
- Dr. Rudy Wells, médico que usou a tecnologia dos implantes biônicos. Interpretado por  Martin Balsam (filme piloto) /Alan Oppenheimer (temporadas 1 e 2) / Martin E. Brooks (temporadas 3-5 e três sequências)
- Jaime Sommers interpretada por Lindsay Wagner
- Oliver Spencer, diretor da OSO no filme piloto interpretado por Darren McGavin.

## Atores convidados
Elizabeth Ashley, Kim Basinger, Noah Beery Jr., Sonny Bono, Gary Collins, Jack Colvin, Yvonne Craig, Larry Csonka, Dana Elcar, Erik Estrada, Maurice Evans, Mike Farrell, Beverly Garland, Katherine Helmond, Earl Holliman, Jayne Kennedy, Gerald McRaney, Don Porter, Stefanie Powers, Pernell Roberts, Dale Robertson, Dick Sargent, John Saxon, Anne Schedeen, William Shatner, Suzanne Somers, Rick Springfield, George Takei, Kevin Tighe, Ray Walston dentre muitos outros. George Foreman, também teve uma participação.

## Os implantes

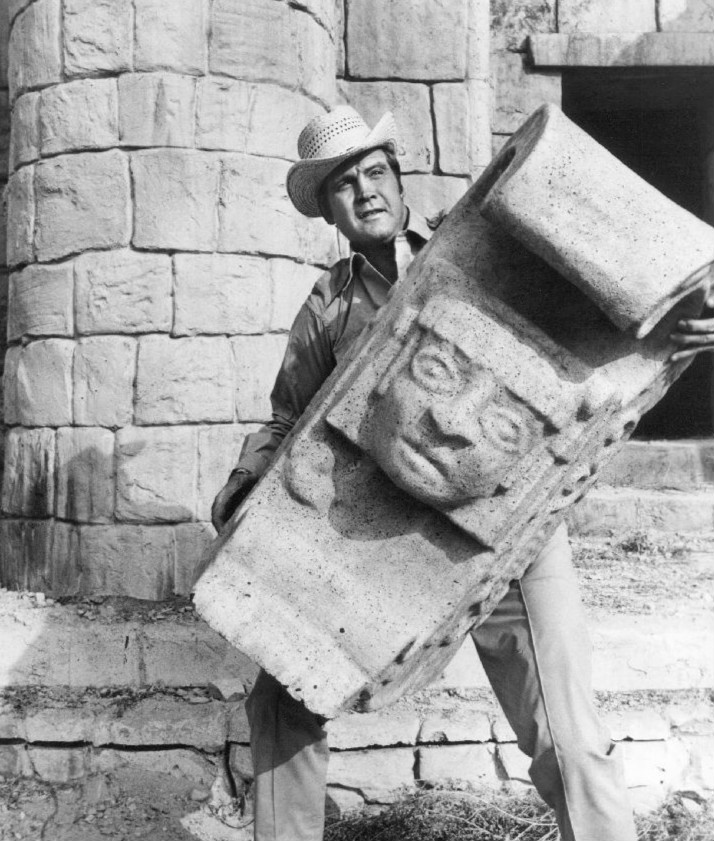
Steve Austin mostra a força do braço biônico em foto publicitária de 1973

- Olho Biônico equipado com uma lente com zoom, que ampliava a visão normal em 20 vezes e também permitia enxergar à noite. O letreiro de 20.2:1 foi conseguida por computação gráfica e foi usada na abertura. No texto original de Caidin, o olho de Austin era uma câmara comum que ele podia remover após o uso, tornando-se cego do lado esquerdo. Mais tarde, o olho ganhou a habilidade de emitir raios laser (esta habilidade foi mostrada na primeira revista em quadrinhos Six Million Dollar Man, publicada pela Charlton Comics, publicada no Brasil pela Editora Bloch e EBAL[2] mas não aparece na série).

- Pernas biônicas, permitiam correr pelo menos 90 quilômetros por hora.
- Braço biônico, além de aumentar a força de Austin, o braço era equipado com um contador Geiger (introduzido no episódio The Last of the Fourth of Julys).

Os implantes podem falhar sob frio intenso, mas retomam as funcionalidades na temperatura ambiente. Quando Austin usava seus implantes, eram ouvidos ruídos eletrônicos característicos da série.

## Exibição nos países lusófonos

### Brasil
No Brasil a série se denominou O Homem de Seis Milhões de Dólares ou também de O Homem Biônico, que foi transmitida pela TV Tupi e  reprisada pela Rede Bandeirantes.

### Portugal
A série nunca foi transmitida pela televisão portuguesa. O primeiro telefilme estreou diretamente em VHS pela Edivideo em 1988, com o nome O Piloto Mais Caro do Mundo, e esteve disponível no SkyShowtime, mas como O Homem de Seis Milhões de Dólares. A série acabaria por estrear em Portugal em 2023 através do SkyShowtime, mas os únicos "episódios" disponíveis eram os primeiros três telefilmes editados em formato episódico.